# Bactrocera paratappana
Bactrocera paratappana är en tvåvingeart som först beskrevs av Tseng, Chen och Chu 1992.  Bactrocera paratappana ingår i släktet Bactrocera och familjen borrflugor.
Artens utbredningsområde är Taiwan. Inga underarter finns listade.